# Malomsok
Malomsok ist eine ungarische Gemeinde im Kreis Pápa im Komitat Veszprém.

## Geografische Lage
Malomsok liegt 56 Kilometer nordwestlich des Komitatssitzes Veszprém und 15 Kilometer nordwestlich der Kreisstadt Pápa an den Flüssen Marcal und Rába. Nachbargemeinden sind Marcaltő, Sobor, Mórichida und Takácsi.

## Geschichte
Die heutige Gemeinde entstand 1950 durch den Zusammenschluss der Orte Ómalomsok und Újmalomsok.
Im Jahr 1913 gab es in der Kleingemeinde Ómalomsok 47 Häuser und 265 Einwohner auf einer Fläche von 178  Katastraljochen und in der Kleingemeinde Újmalomsok 206 Häuser und 1217 Einwohner auf einer Fläche von 4233 Katastraljochen. Beide Orte gehörten zu dieser Zeit zum Bezirk Sokoróalja im Komitat Győr.

## Sehenswürdigkeiten
- Evangelische Kirche, erbaut 1760 im barocken Stil
- Heimatgeschichtliche Sammlung (Helytörténeti gyűjtemény) im alten Postgebäude
- Römisch-katholische Kirche Szent Alajos, erbaut um 1830 im klassizistischen Stil

## Verkehr
Durch Malomsok verläuft die Landstraße Nr. 8416. Es bestehen Busverbindungen nach Csikvánd sowie über Marcaltő nach Pápa. Der nächstgelegene Bahnhof befindet sich fünf Kilometer südwestlich in Marcaltő.